# Brezoaele
Brezoaele è un comune della Romania di 3 671 abitanti, ubicato nel distretto di Dâmbovița, nella regione storica della Muntenia.
Il comune è formato dall'unione di 2 villaggi: Brezoaele e Brezoaia.